# Alexander Wienerberger
Alexander Wienerberger (Wenen , 8 december 1891 - Salzburg, 5 januari 1955) was een Oostenrijkse scheikundig ingenieur die 19 jaar werkte bij chemische ondernemingen in de USSR. Terwijl hij in Kharkov werkte, maakte hij een reeks foto's van de Holodomor van 1932-1933, die fotografisch bewijs zijn van de massale honger van onder andere het Oekraïense volk in die tijd. 

## Leven
Alexander Wienerberger werd geboren in 1891 (andere bronnen geven ten onrechte 1898 aan) in Wenen, in een familie van gemengde oorsprong. Ondanks het feit dat zijn vader Joods was en moeder Tsjechisch, beschouwde Alexander zichzelf volgens zijn dochter als een Oostenrijker en een atheïst.
Van 1910 tot 1914 studeerde hij aan de Faculteit der Wijsbegeerte aan de Universiteit van Wenen. 
Tijdens de Eerste Wereldoorlog werd hij gemobiliseerd in het Oostenrijks-Hongaarse leger, nam hij deel aan veldslagen tegen het Russische leger en werd hij gevangen genomen in 1915. 
In 1917 mocht hij naar Moskou verhuizen, waar hij met vrienden een chemisch laboratorium oprichtte. In de herfst van 1919 probeerde hij via nepdocumenten te ontsnappen uit Sovjet-Rusland naar Oostenrijk via Estland, maar faalde: in Pskov werd hij gearresteerd door Cheka. Wienerberger werd veroordeeld voor spionage. Hij bracht een aanzienlijk deel van de jaren 1920 door in de Loebjanka- gevangenis in Moskou. Tijdens zijn verblijf in de gevangenis werden zijn vaardigheden als chemicus gewaardeerd door de Sovjetregering, die gevangenen van buitenlandse oorsprong in zijn productie-installaties gebruikte. Wienerberger werd aangesteld als ingenieur voor de productie van vernis en verf en later werkte hij in fabrieken voor de productie van explosieven.
In 1927 brak zijn huwelijk met Josefine Rönimois, een inwoner van de Baltische Duitsers . De ex-vrouw bleef samen met dochter Annemarie en zoon Alexander in Estland (later verhuisde Annemarie naar Oostenrijk). 
In 1928 bezocht Wienerberger voor het eerst na zijn gevangenschap zijn familieleden in Wenen en sloot een nieuw huwelijk met Lilly Zimmermann, de dochter van een fabrikant uit Schwechat. Bij zijn terugkeer naar Moskou werden beperkingen van hem opgeheven, waardoor zijn vrouw naar de Sovjet-Unie kon verhuizen. In 1931 mocht zijn vrouw kort terugkeren naar Wenen, waar ze hun dochter Margot beviel. 
Begin jaren dertig woonde de familie Wienerberger in Moskou, waar Alexander een functie had bij een chemische fabriek. In 1932 hij werd naar Ljoeboetsjani (Oblast Moskou) gestuurd als technisch directeur van een plasticfabriek en in 1933 overgebracht naar een gelijke positie in Charkov. 

### Fotografisch bewijs van de hongersnood in 1932-1933

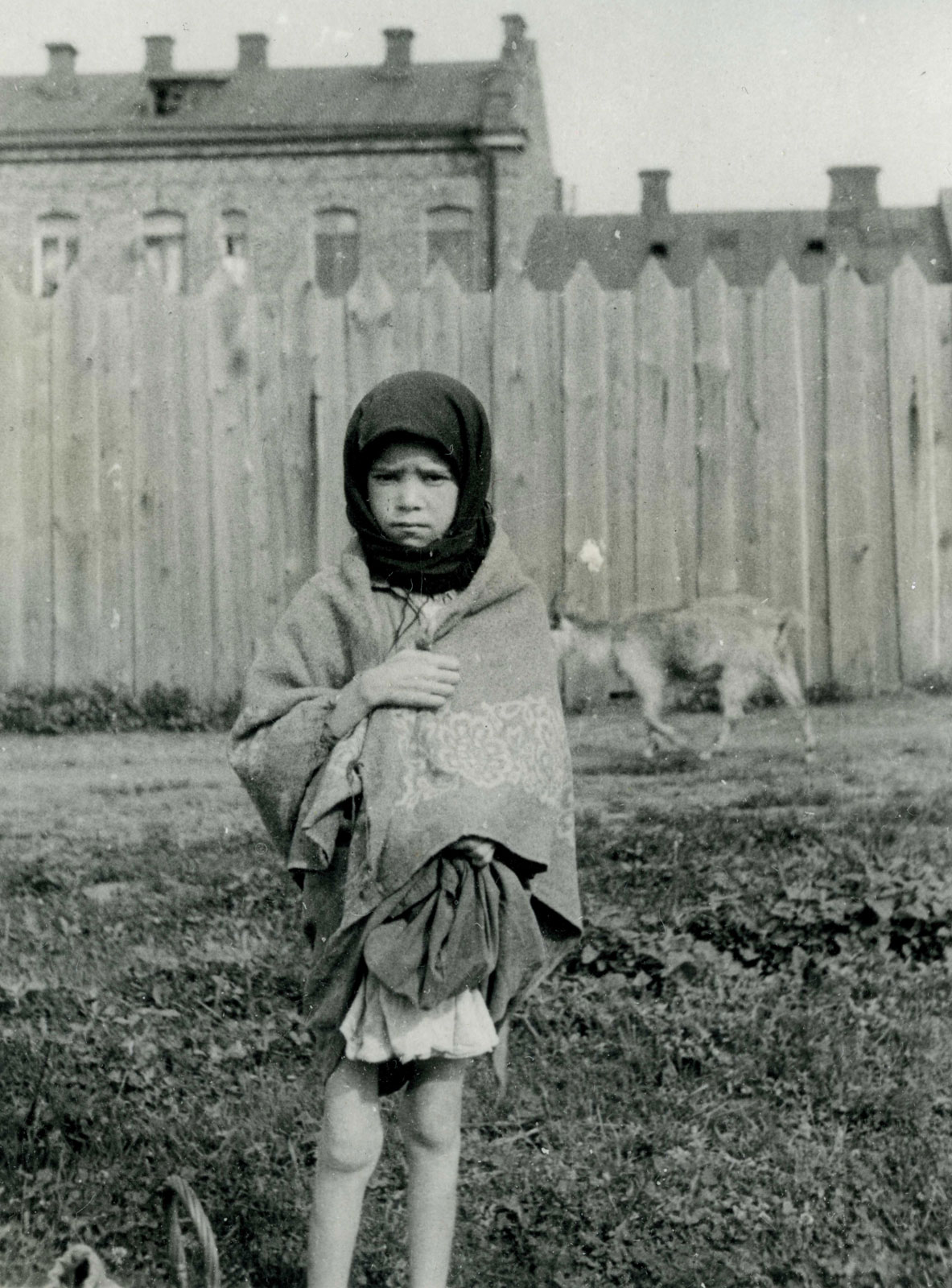
Een foto van een hongerig meisje uit Charkov is een van de beroemdste foto's van de Holodomor (door Alexander Wienerberger).

Wonend in Charkov, de toenmalige hoofdstad van de Oekraïense SSR, was Wienerberger getuige van een enorme hongersnood en fotografeerde hij de scènes die hij in de straten van de stad zag, ondanks de dreiging van arrestatie door de NKVD.
Tijdens zijn verblijf in Charkov maakte Alexander Wienerberger in het geheim ongeveer 100 foto's van de stad tijdens de Holodomor. Zijn foto's tonen wachtrijen van hongerige mensen in supermarkten, uitgehongerde kinderen, lichamen van mensen die stierven van de honger in de straten van Charkov, en massagraven van slachtoffers van de honger. De ingenieur maakte zijn foto's met behulp van de Duitse Leica- camera, die hem waarschijnlijk werd overgebracht door vrienden uit het buitenland.
Wienerberger vertrok in 1934 naar Oostenrijk en stuurde negatieven via diplomatieke post met behulp van de Oostenrijkse ambassade. Oostenrijkse diplomaten drongen aan op een dergelijke mate van voorzichtigheid, omdat er een grote kans was op een zoektocht naar persoonlijke bezittingen aan de grens en uiteindelijke ontdekking van foto's zijn leven zou kunnen bedreigen. Bij zijn terugkeer in Wenen overhandigde Wienerberger de foto's aan kardinaal Theodor Innitzer, die ze samen met de secretaris-generaal van het Internationaal Comité van Nationale Minderheden Ewald Ammende aan de Volkenbond presenteerde.
In 1934 bracht het Vaderlands Front in Oostenrijk de foto's van Wienerberger uit in een kleine brochure getiteld "Rußland, wie es wirklich is" (Rusland, zoals het werkelijk is), maar zonder toeschrijving.
De foto's van Wienerberger werden voor het eerst beschikbaar gesteld aan het publiek in 1935 dankzij de publicatie in het boek "Moet Rusland verhongeren?" (Muss Russland Hungern) van Ewald Ammende ; de foto's zijn niet gecrediteerd vanwege bezorgdheid over de veiligheid van hun maker. In 1939 publiceerde Alexander Wienerberger in Oostenrijk zijn eigen boek met memoires over het leven in de Sovjet-Unie, waarin twee hoofdstukken zijn gewijd aan de Holodomor. Foto's werden ook opgenomen in zijn memoires gepubliceerd in 1942.
In 1944 diende Wienerberger als verbindingsofficier van het Russische Bevrijdingsleger. Na de oorlog slaagde hij erin de overdracht aan Sovjet-troepen te voorkomen - hij belandde in de Amerikaanse bezettingszone in Salzburg, waar hij stierf in 1955.
 

Momenteel zijn de foto's van Wienerberger opnieuw gepubliceerd in vele andere werken en worden ze met name tentoongesteld in het Museum voor mensenrechten in Winnipeg . 

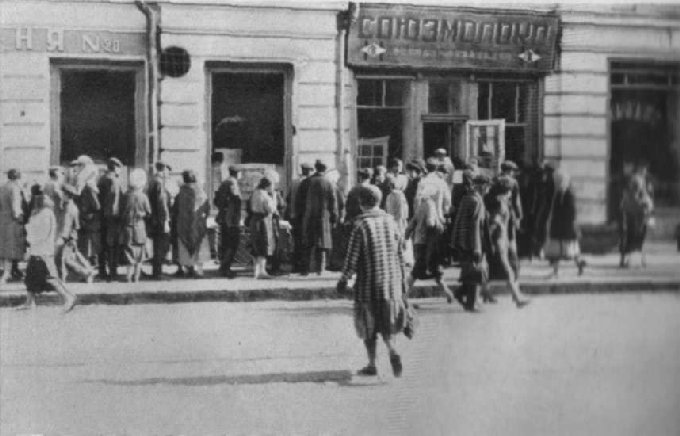
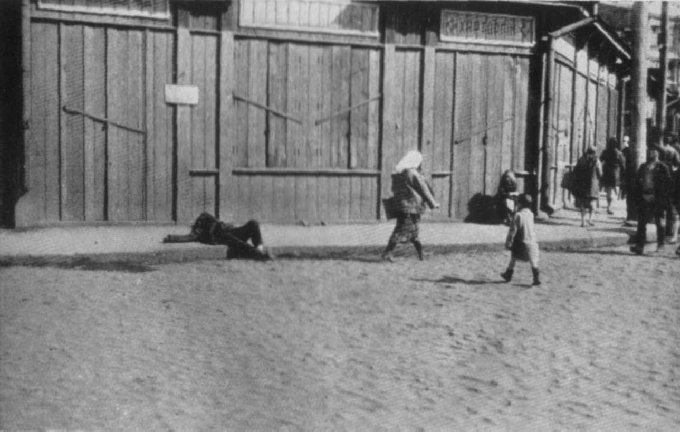
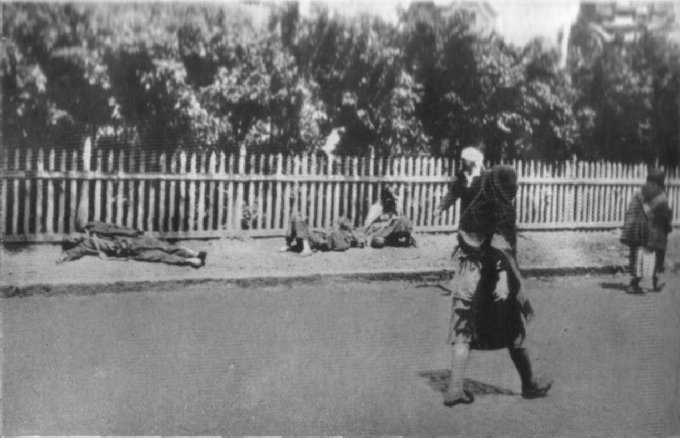
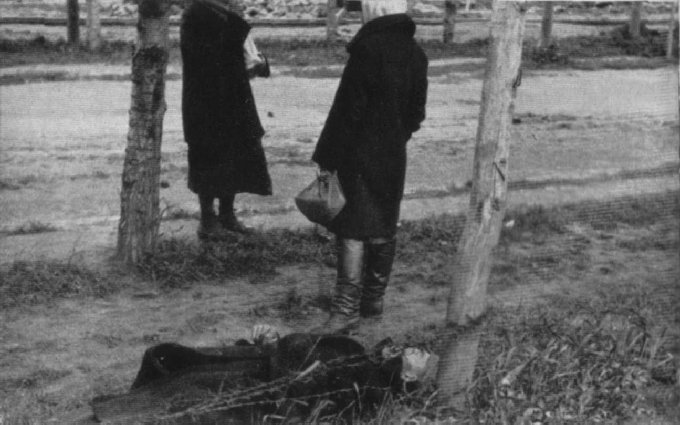
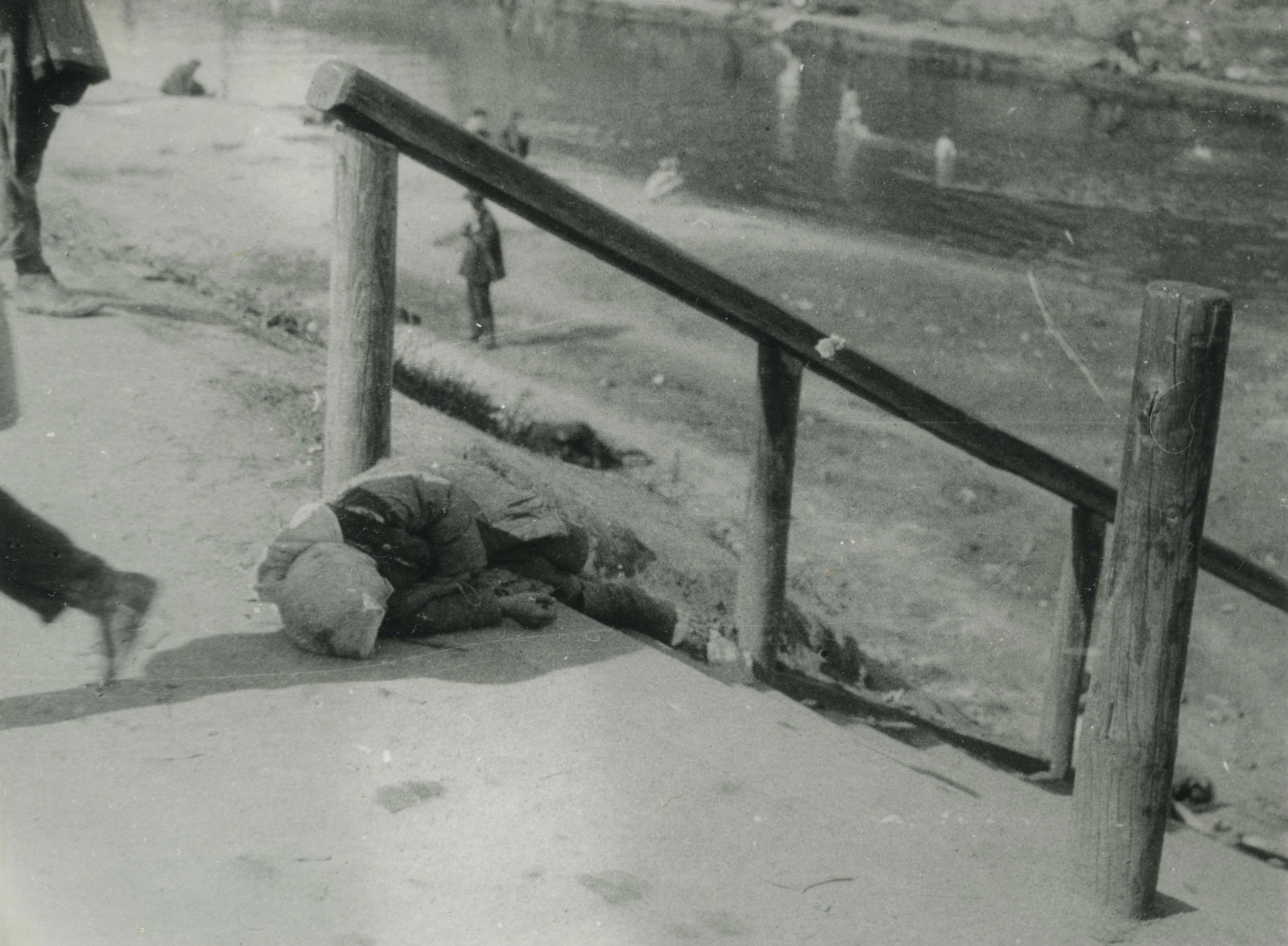
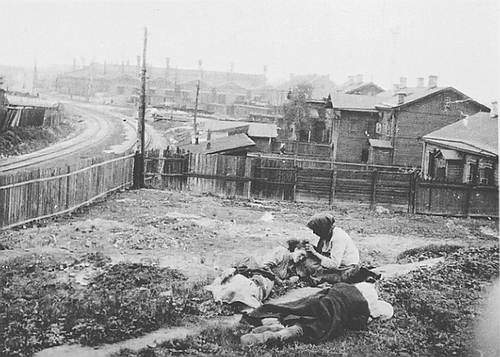
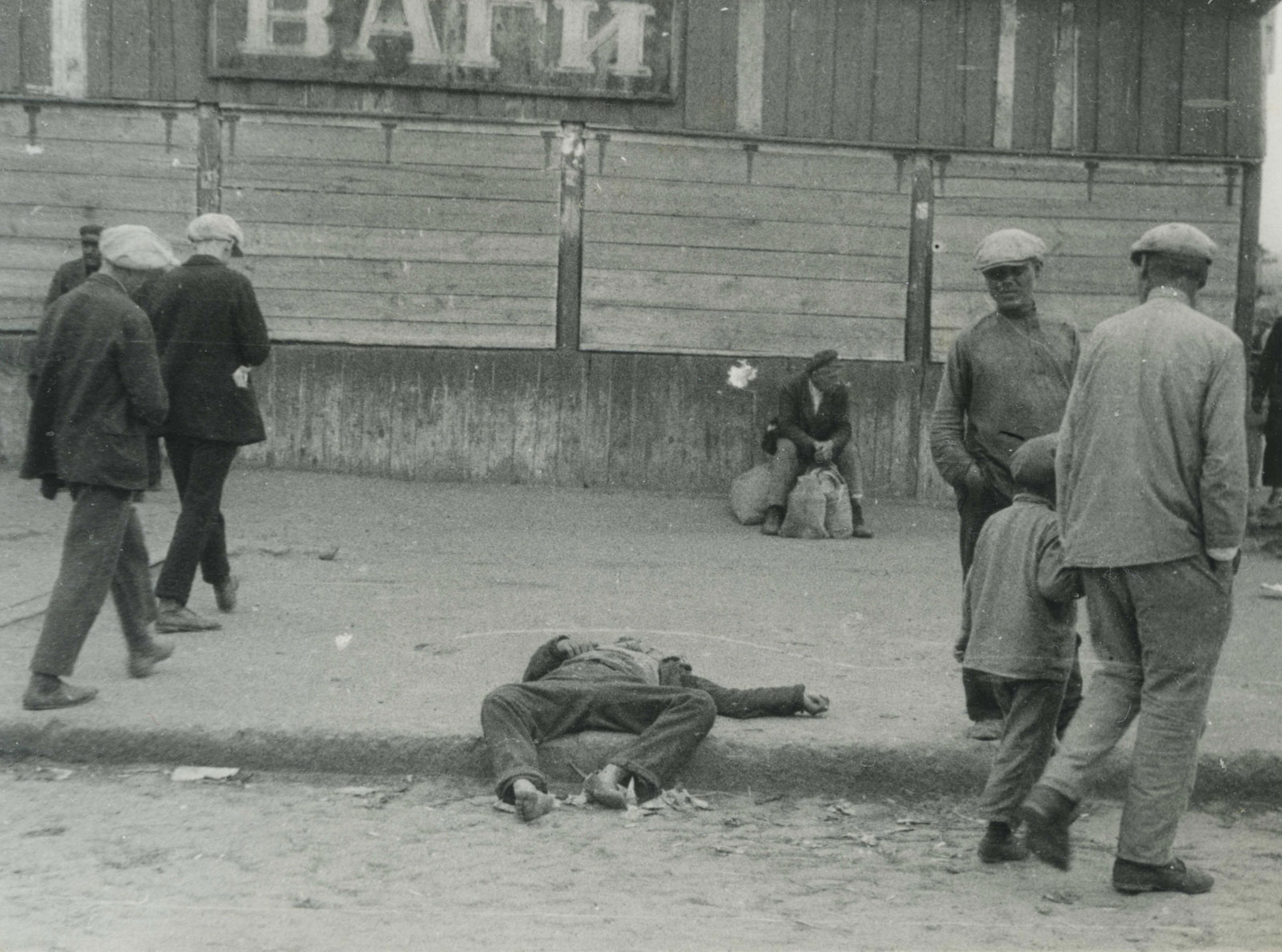
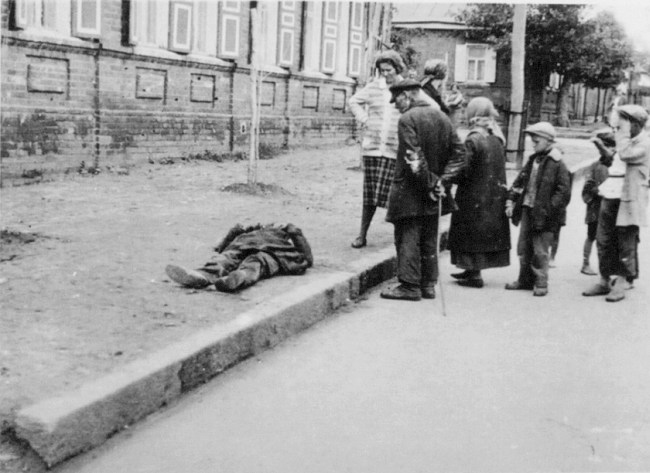
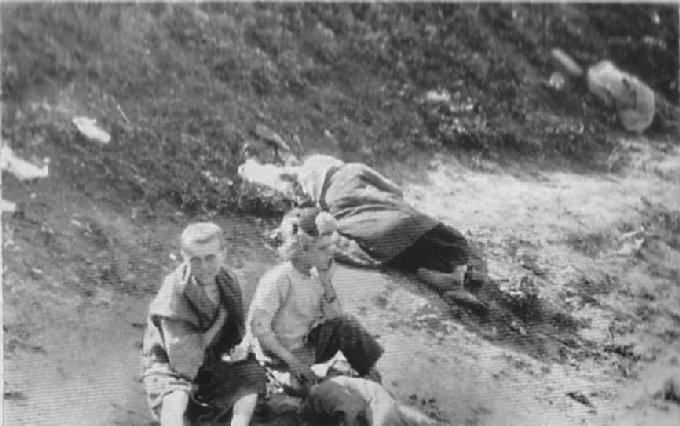
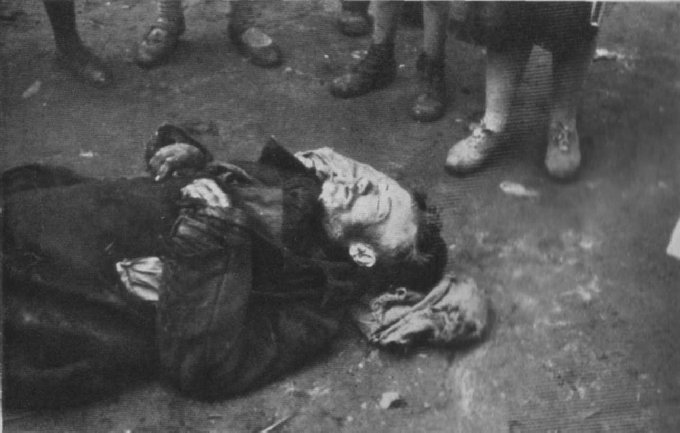

### In het Oekraïens
- Голодомор - Знімки австрійського фотографа-аматора, зображення жертв, місць мосовоновон МЗС України
- Александр Вінербергер у спогадах доньки. Національний музей Голодомору-геноциду BBC Україна
- Це був геноцид: історія британської фотохудожниці, яка ширить пам'ять про Голодомор
- Зустріч з правнучкою інженера Вінербергера, автора унікальних фото Голодомору. Національний музей Голодомору-геноциду BBC Україна
- Український Голодомор очима австрійця. Радіо «Свобода»
- Люди помирали просто на узбіччях - жахіття Голодомору очима австрійського інженера Вінерберґера. Gazeta.ua
- Люди Правди, кремлівська пропаганда і корисні ідіоти. Дзеркало тижня
- Невідомі фото Голодомору інженера Вінербергера. Радіо «Свобода»
- «Годували свиней трупами»: опубліковано невідомі раніше фото Голодомору. Obozrevatel
- Голодомор: унікальні фото від австрійського інженера. Ukrinform
- Іноземці про Голодомор: унікальні фото від австрійського інженера. Glavcom.ua

### In andere talen
- Holodomor in Kharkiv-regio. Foto door Alexander Wienerberger
- Alexander Wienerberger: His Daughter's Memories [opgehaald 20.10.2013].
- Alexander Wienerberger Britse fotografische geschiedenis
- Holodomor van Oekraïne door de ogen van een Oostenrijker
- Josef Vogl. Alexander Wienerberger   - Fotograf des Holodomor. In: Dokumentationsarchiv des österreichischen Widerstandes (Hrsg. Feindbilder, Wien 2015 (= Jahrbuch 2015), S. 259-272
- Уникальные фото Голодомора в Украине: их тайком снял Александр Винербергер
- «Рискуя попасть в застенки НКВД, мой прадед фотографировал жертв Голодомора»